# Maison des Gouverneurs (La Réunion)
Pour les articles homonymes, voir Maison des Gouverneurs.
La maison des Gouverneurs est une maison remarquable de l'île de La Réunion, département et région d'outre-mer français dans le sud-ouest de l'océan Indien. Située au 6 chemin Alfred-Mazérieux, dans le quartier de Saint-François, à Saint-Denis, elle est inscrite aux monuments historiques depuis le 21 décembre 2016.